# Grenzvertrag zwischen Baden und Hessen

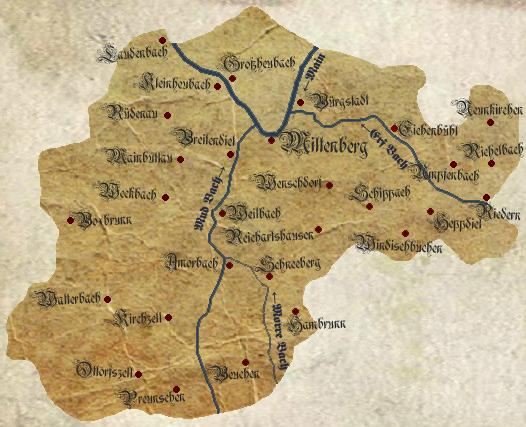
Verwaltungsgebiet des Bezirksamtes Miltenberg um 1880 mit Amorbach, Heubach und Umpfenbach

Der Grenzvertrag zwischen dem Großherzogtum Baden und dem Großherzogtum Hessen vom 8. September 1810 gehört in eine Kaskade von Verträgen, die zwischen den Rheinbundstaaten Bayern, Württemberg, Baden und Hessen in Paris 1810 geschlossen wurden. Die im vorliegenden Vertrag geschaffene Grenze zwischen Baden und Hessen hatte – im Gegensatz zu den langlebigen Regelungen der anderen Verträge – nur bis zum Wiener Kongress Bestand; 1816 trat Hessen die 1810 erhaltenen Gebiete an Bayern ab.

## Politische Voraussetzungen
Die Präambel des Vertrages, der nicht zufällig in Paris geschlossen wurde, nennt ganz pragmatisch, dass gemäß der mit Frankreich abgeschlossenen Traktate der „Carlsruher Hof dem von Darmstadt ein an Hessen gränzendes Gebiet mit einer Bevölkerung von 15.000 Seelen abtreten soll“. Mit diesem Vertrag wurden die Gebietsaustausche in Süddeutschland abgeschlossen. Als Kompensation für den Gewinn von Tirol und Salzburg hatte Bayern im Westen Gebiete an Württemberg abgetreten, das im weiteren Verlauf dann Baden entschädigte und dieses wiederum Hessen.

## Vertragschließende Parteien
Großherzog Karl Friedrich von Baden ernannte seinen Innenminister Freiherr Conrad Karl Friedrich von Andlau-Birseck, Großherzog Ludwig I. von Hessen seinen Gesandten Freiherr August Wilhelm von Pappenheim als Bevollmächtigten. Der Vertrag fixiert den Grenzverlauf und legt im Einzelnen genau die Gebietsabtretungen Badens an Hessen fest.
Ebenfalls in Paris wurden die logisch vorausgehenden Grenzverträge zwischen Bayern und Württemberg am 18. Mai 1810 und Württemberg und Baden am 2. Oktober 1810 geschlossen.

## Grenzverlauf
Das Großherzogtum Baden trat einige während der Mediatisierung 1806 gewonnene Gebiete am Main an das Großherzogtum Hessen ab, insbesondere Amorbach und Miltenberg. Im Einzelnen:
- das Fürstlich Leiningische Amt Amorbach,
- das Fürstlich Leiningische Oberamt Miltenberg, dabei auch Windischbuchen „mit der den Grafen von Ingelheim und von Sickingen gehörigen Hälfte“,
- das Fürstlich Löwenstein-Wertheimische Amt Heubach mit Schloss Kleinheubach,
- das Freiherrlich von Fechenbachische Dorf Laudenbach,
- das Fürstlich Trauttmannsdorfische, „im Amt Miltenberg enclavirte“, Dorf Umpfenbach.